# Ronald Bailey

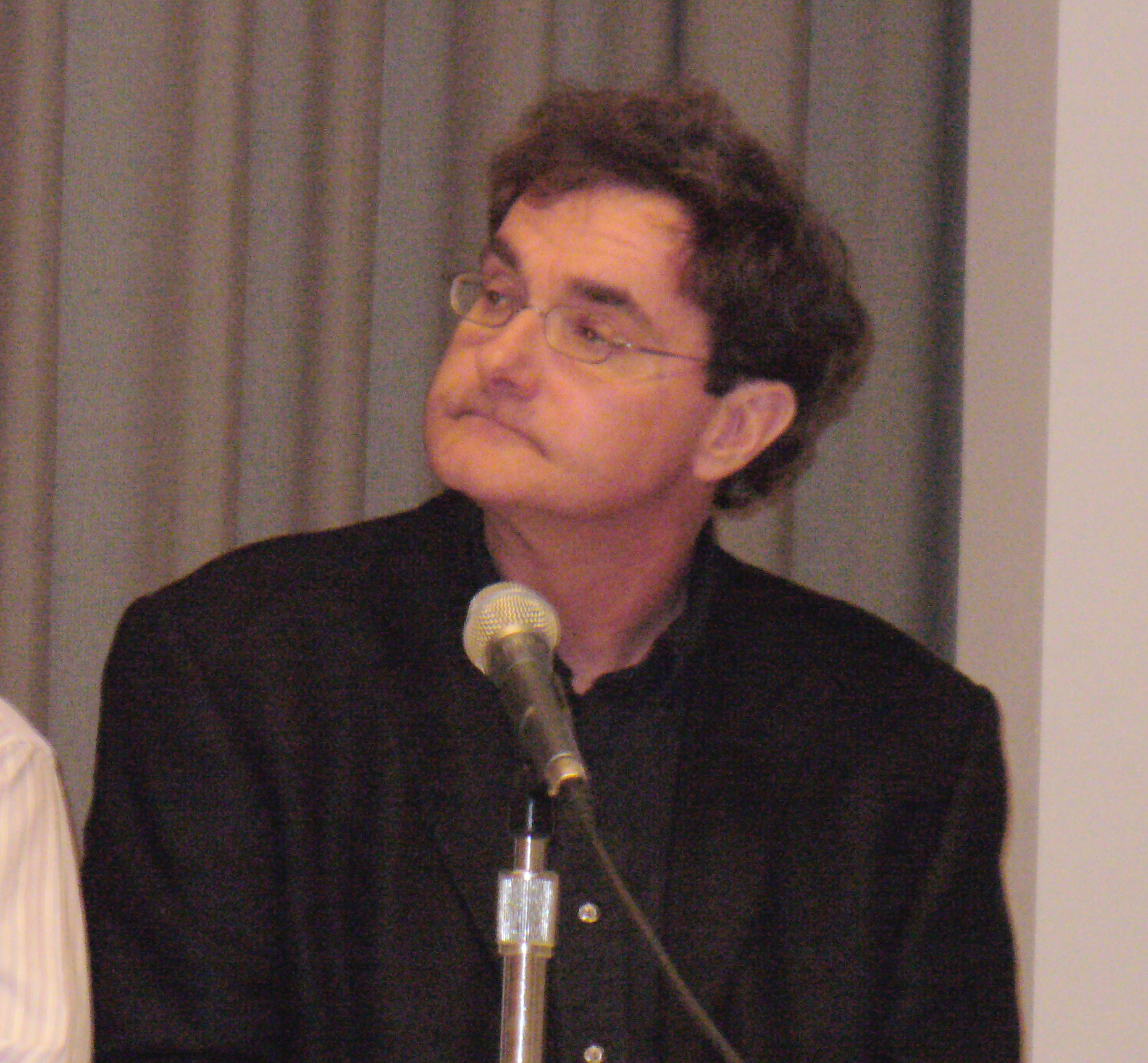
Ronald Bailey.

Ronald Bailey (23 de noviembre de 1953) es el editor de ciencias de la revista Reason, una publicación libertaria[cita requerida] estadounidense de la Fundación Reason. Es un reconocido partidario del uso de biotecnologías para el mejoramiento humano y, en general, es un férreo paladín del transhumanismo.[cita requerida]